# Marciano Aziz
Marciano Aziz (Eupen, 13 juli 2001) is een Belgisch voetballer die onder contract staat bij KAS Eupen. Aziz speelt als middenvelder.

## Carrière
Aziz doorliep zijn hele jeugdopleiding bij KAS Eupen. Op 16 augustus 2020 maakte hij zijn officiële debuut in het eerste elftal van de club: op de tweede speeldag van de Jupiler Pro League mocht hij tegen Club Brugge in de 77e minuut invallen voor Knowledge Musona. Het bleef zijn enige wedstrijd van het seizoen.
In juli 2021 werd hij samen met Romain Matthys en Simon Libert voor één seizoen verhuurd aan MVV Maastricht. Op de eerste competitiespeeldag kreeg hij van trainer Klaas Wels meteen een basisplaats tegen Jong FC Utrecht. Een week later deelde hij tijdens de 1-3-nederlaag tegen BV De Graafschap zijn eerste assist uit.
Na de uitleenbeurt aan MVV volgde in juli 2022 een nieuwe uitleenbeurt aan de IJslandse club UMF Afturelding. Aziz kon hier zeer straffe statistieken voorleggen, in 10 wedstrijden wist hij 10 doelpunten te scoren. Begin september 2022 keerde Aziz terug naar Eupen.

## Clubstatistieken
| Seizoen         | Club              | Land               | Competitie              | Competitie | Competitie | Beker | Beker | Supercup | Supercup | Europees | Europees | Totaal | Totaal |
| Seizoen         | Club              | Land               | Competitie              | Wed.       | Dlp.       | Wed.  | Dlp.  | Wed.     | Dlp.     | Wed.     | Dlp.     | Wed.   | Dlp.   |
| --------------- | ----------------- | ------------------ | ----------------------- | ---------- | ---------- | ----- | ----- | -------- | -------- | -------- | -------- | ------ | ------ |
| 2020/21         | KAS Eupen         | Vlag van België    | Jupiler Pro League      | 1          | 0          | 0     | 0     | —        | —        | —        | —        | 1      | 0      |
| 2021/22         | → MVV Maastricht  | Vlag van Nederland | Keuken Kampioen Divisie | 19         | 0          | 1     | 0     | —        | —        | —        | —        | 20     | 0      |
| 2022            | → UMF Afturelding | Vlag van IJsland   | 1. deild karla          | 10         | 10         | 0     | 0     | —        | —        | —        | —        | 10     | 10     |
| Carrière totaal | Carrière totaal   | Carrière totaal    | Carrière totaal         | 30         | 10         | 1     | 0     | 0        | 0        | 0        | 0        | 31     | 10     |

Bijgewerkt op 6 januari 2023.
1 Moser ·
2 Van Genechten ·
3 Davidson ·
4 Baiye ·
7 Nuhu ·
8 Peeters ·
9 Prevljak ·
10 Charles-Cook ·
11 N'Dri ·
13 S. Keita ·
14 Deom ·
15 Magnée ·
17 Bitumazala ·
18 A. Keita ·
20 Magee ·
23 Christie-Davis ·
24 Wakaso ·
28 Paeshuyse ·
29 Alloh ·
30 Gorenc ·
33 Nurudeen ·
35 Lambert ·
47 Offermann ·
77 Oger ·
99 Roufosse ·
Coach: Still